# Desemprego friccional
O Desemprego friccional ou desemprego natural, resulta da constante mobilidade da mão de obra e da força de trabalho.
Ocorre durante o período de tempo em que um ou mais indivíduos se desempregam de um trabalho para procurar outro. Também poderá ocorrer quando se atravessa um período de transição, de um trabalho para outro, dentro da mesma área, como acontece na construção civil. Esse tipo de desemprego é caracterizado por indivíduos que se encontram temporariamente fora do mercado de trabalho. É um movimento considerado normal, pois o período entre a saída de um emprego, e a subsequente recolocação em outro, não se dá de forma tão rápida, há sempre o período de busca do novo emprego. Essa forma de desemprego é permanente na economia, porém ocorre em prazos curtos, ou seja, é um fenômeno de curto prazo.  